# Louis Jules André
Pour les articles homonymes, voir Jules André (homonymie).
Louis Jules André, né à Paris 11e le 24 juin 1819 et mort le 30 janvier 1890 à Paris 6e, est un architecte français.
Prix de Rome, membre de l’Institut, il a également été chef d’atelier à l’École des beaux-arts.

## Biographie
Ayant perdu son père à l'âge de six ans, Andrei a pu entreprendre des études grâce à une bourse de la fondation Deschaumes. Après avoir fait ses études au collège Stanislas, puis à Lycée Saint-Louis pour les sciences, il entre à l'École des beaux-arts de Paris, dans l’atelier de Jean-Nicolas Huyot. Six mois après, Huyot conseille à sa mère de le retirer, mais se laisse persuader de prolonger encore un peu l’essai. Après quelques autres mois, c’est lui qui demande son tour que lui reste cet élève, qui devient bientôt l’un des plus appréciés de son maitre. 
À la mort de Huyot, en 1840, il intègre, avec la plupart de ses camarades, l’atelier d’Hippolyte Le Bas. Il est rapidement admis au concours du grand prix, qu’il fait cinq fois. En 1843, il obtient le 2e grand prix et enfin le premier grand prix de Rome en 1847 pour un projet de Palais pour la Chambre des députés.
Pensionnaire à la villa Médicis à Rome de 1848 à 1852, il séjourne en Italie mais aussi en Sicile, et profite de ce que la fondation toute récente de l’École française d’Athènes permette enfin aux pensionnaires de Rome un séjour en Grèce, à l’époque où ce pays était la mine de toutes les restaurations. Les premiers en date ayant choisi les plus séduisantes, il doit se rabattre sur un projet de restauration du temple de Thésée, comme envoi de dernière année. L’année suivante, ayant à envoyer une composition, il fait un projet remarqué d’hôtel pour la Banque de France.
Rentré en France, il est nommé sous-inspecteur des travaux auprès des architectes Charles Rohault de Fleury pour le Muséum national d'histoire naturelle. En 1855, il épouse la fille de Pierre-Joseph Garrez. Le 17 avril de la même année, il est nommé inspecteur la Bibliothèque impériale, et le 1er septembre 1861, il passe premier inspecteur au même établissement, sous Henri Labrouste. En 1856, ce dernier lui laisse la direction de l’atelier libre des beaux-arts qu’il avait fondé en 1831.
Nommé, la même année, sur recommandation d’Eugène Viollet-le-Duc, architecte diocésain d'Ajaccio, à une époque où l’Empire commandait volontiers des plans aussi grandioses que platoniques pour la Corse, il y réalise une chapelle pour le grand séminaire de la ville et conçoit un projet de cathédrale qui n’a donné lieu qu’à une pose officielle de première pierre et à des discours, ainsi qu’un projet d’évêché en sommeil jusqu’à la République. En 1872, il en a commencé l’exécution, l’édifice est resté inachevé, et il n’en a plus été question.
Nommé, en 1867, architecte en chef du Muséum, à la demande de Rohault de Fleury, il réalise d’abord la galerie des reptiles, puis des laboratoires très utilement combinés. En 1872, Thiers qui aimait le Muséum et avait comme ministre, contribué à son extension, fait décider l’achèvement des serres et la reconstruction de la galerie de Zoologie, qui sera sa réalisation la plus célèbre. Le jour de l’inauguration de ces nouvelles galeries de zoologie sera d’ailleurs celui où il sera promu commandeur de la Légion d’honneur, sur son chantier du Muséum.
Nommé professeur de l'atelier officiel de l'École des beaux-arts, jusqu'alors dirigé par Alexis Paccard, il dirige jusqu'à sa mort cet atelier, où cinq cents élèves sont inscrits pendant cette période, dont huit grands prix de Rome et six futurs professeurs de l'École des beaux-arts. Une association d'anciens élèves regroupant cent quarante membres est même fondée en 1883.

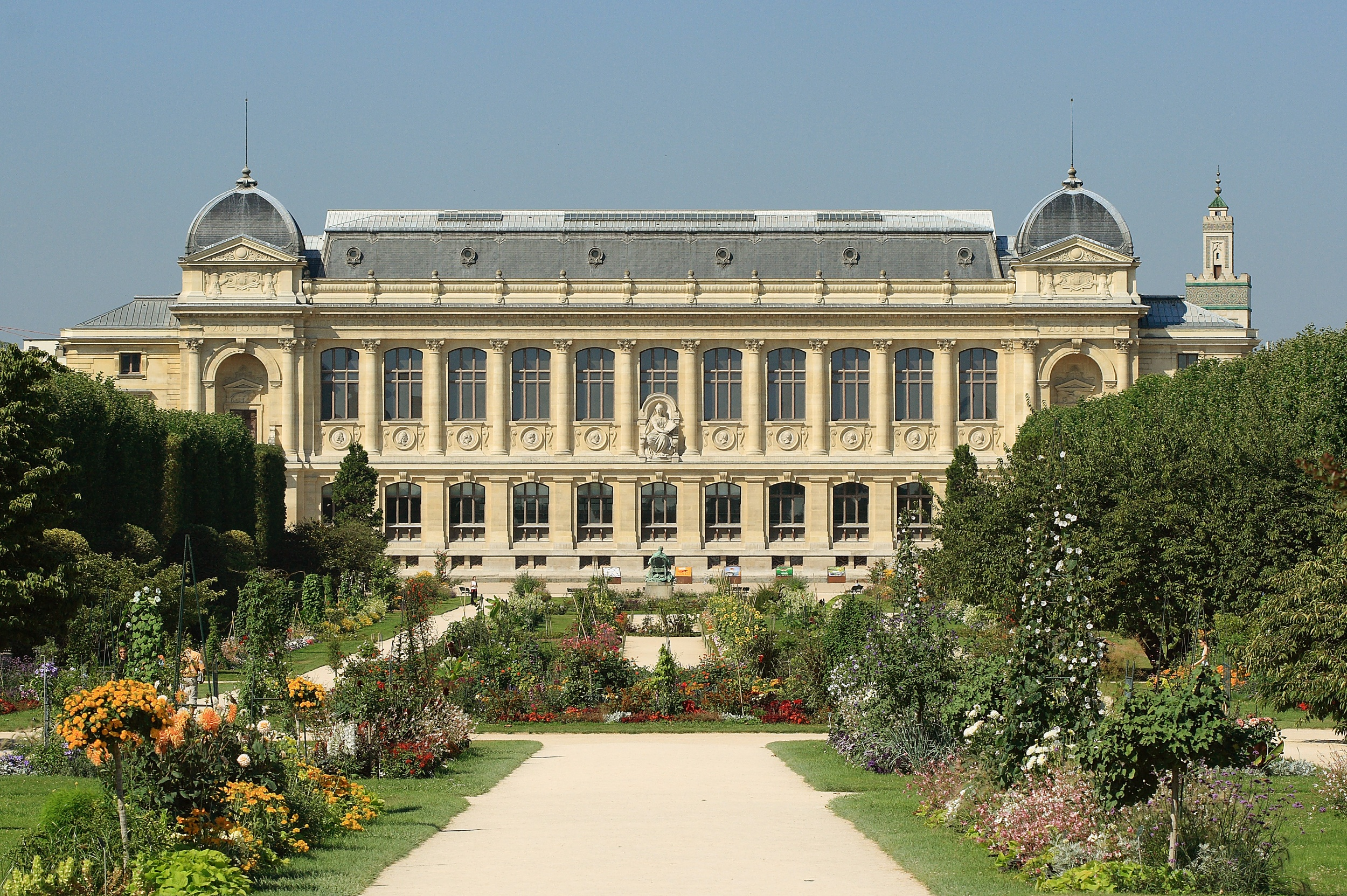
Galerie de Zoologie du Muséum national d'histoire naturelle à Paris.

Parmi ses élèves les plus célèbres, on peut citer : Julien Guadet, à l'atelier libre, et à l'atelier officiel Victor Laloux qui lui succède en 1890, Henri Deglane, Emmanuel Pontremoli, Guillaume Tronchet, Louis Bonnier, Eugène Jost, Paul Bigot, Albert Tissandier, Albert Guilbert, Auguste Nicolas.
En 1880, il est nommé inspecteur général des Bâtiments civils et, en 1884, élu membre de l'Académie des beaux-arts, au fauteuil no 2, succédant à Jean-Baptiste Lesueur.
Emporté en cinq jours par la grippe, il est inhumé au cimetière du Montparnasse. Son fils, Pierre-François-Paul André, lui aussi architecte, a été son élève et grand prix de Rome en 1885.

## Élèves
- Pierre-François-Paul André, grand prix de Rome en 1885
- Paul Bigot
- Louis Bonnier
- Henri Deglane
- Georges Charles Victor Duval
- Julien Guadet
- Eugène Jost
- Victor Laloux, qui lui succède en 1890
- Emmanuel Pontremoli
- Gaston Redon
- Joseph Thillet
- Albert Tissandier
- Guillaume Tronchet
- Miguel Ventura Terra
- Lucien Weissenburger
- Jacques Lacassin

## Œuvres partielles
- 1851 : Monument aux morts français dans le parc de la villa Doria Pamphilj à Rome[7]
- 1870-1874 : laboratoire des reptiles du Jardin des plantes, à Paris
- 1877-1889 : galerie de Zoologie du Muséum national d'histoire naturelle (rebaptisée « grande galerie de l'Évolution » en 1994)
- 1881-1889 : construction d'un jardin d'hiver dans les serres du Jardin des plantes (détruit en 1932)[8]
- 1888 : grande volière de la ménagerie du Jardin des plantes